# Создатель звёзд
Создатель звёзд (англ. Star Maker) — научно-фантастический, философский, визионерский роман британского философа и писателя Олафа Стэплдона, опубликованный в 1937 году. Является продолжением «Последние и первые люди: История близлежащего и далёкого будущего» (англ. Last and First Men: A Story of the Near and Far Future) в 1930 году.
Книга представляет собой непревзойдённое по размаху описание истории Вселенной и эволюции разума во Вселенной на протяжении всего её существования от зарождения до конца и далее за пределами космического пространства и времени — как пишет автор в Предисловии, «набросок пугающей, но жизненно важной совокупности всего». Стэплдон описывает ступени и направления развития общества, жизни и сознания в космосе, рисует растянувшийся на десятки миллиардов лет путь разума к постижению мироздания, его источника и цели. В конце этого пути сам космос оказывается лишь «щепкой, дрейфующей в бескрайнем и бездонном океане бытия», и разум вырывается за пределы Вселенной, чтобы постичь её последние тайны.
Роман называют сокровищницей научно-фантастических идей. Многие идеи романа почерпнуты автором из знаменитого эссе английского физика и футуролога Джона Бернала «The World, the Flesh & the Devil» (1929), которому Стэплдон выражает благодарность в предисловии.

## История и особенности книги
«Создатель звёзд» следует путём, проложенным более ранним футурологическим романом Стэплдона «Последние и первые люди» (1930), в котором описана двухмиллиардолетняя история будущего человечества. В новой книге Стэплдон делает попытку заглянуть ещё дальше, охватив всю историю Вселенной. Книга выросла из незавершённого романа «Создатель туманностей», работу над которым Стэплдон прекратил в 1933 году (опубликован посмертно, в 1976 году). Сам Стэплдон, по словам его жены, считал «Создателя звёзд» своей лучшей книгой.
В Предисловии, датированном мартом 1937 года, Стэплдон характеризует свою книгу как попытку взглянуть на кризис современной цивилизации (стремительно приближающий её к катастрофе) в перспективе космической эволюции, «на фоне звёзд».
Роман необычен по форме. Он практически полностью лишён диалогов и по форме напоминает скорее учебник по истории будущего (а в последних главах — философский трактат), чем художественное произведение («скорее эссе, чем романом» называет его Станислав Лем, и сам автор в предисловии замечает, что «по стандартам художественной литературы… фактически это вовсе даже не роман»). В жанровом отношении книгу можно сравнить со средневековыми видениями.
Отмечают, что в социальных вопросах взгляды Стэплдона, воплощённые в книге, близки к марксизму, а в метафизических (в частности, представление о Создателе) — к концепции Уайтхеда, с которой Стэплдон был хорошо знаком.
Станислав Лем указывает на заметные совпадения философской концепции Стэплдона с теологическим эволюционизмом Тейара де Шардена.
Помимо необычных для своего времени идей относительно эволюции разума в Космосе, роман Стэплдона изобилует разнообразными идеями как в области фантастики, так и футурологии. Среди его предвидений можно выделить: идея галактической федерации, космические поселения в виде искусственных полых «планет» (дается описание их конструкции и систем жизнеобеспечения), использование обычных планет в качестве межзвездных кораблей (движение осуществляется направленными атомными взрывами), идея астропоселения в виде колец из гигантских жилых орбитальных станций, вращающихся вокруг звезды (фактически повторена идея «колец Циолковского»), идея астропоселения в виде «сферы Дайсона», концепция межгалактического корабля в виде искусственно направляемой по определенной траектории звезды с планетами, орбитальные станции с искусственным источником света для освещения планеты в период ее перемещения от одной звезды к другой (на основе аннигиляции материи), концепция жидкостной ракеты с атомной боеголовкой, концепция ядерной войны с применением атомных ракет, виртуальная реальность, концепция параллельных миров на основе квантовой теории (фактически предсказана многомировая интерпретация Эверетта), использование атомных космических кораблей для межзвездных полетов, идея «живого мира» (позднее развита С.Лемом в романе «Солярис»), межзвездные войны различных разумных цивилизаций, инопланетяне различного вида, коллективный разум (обсуждаются самые разные варианты подобных существ), разумные звезды, разумные галактики, разумные плазменные существа, живущие на поверхности звезд, альтернативные Вселенные (похожие на нашу и отличающиеся от нее по физическому устройству), высказана идея Мультивселенной, состоящей из похожих друг на друга или же наоборот, отличающихся Вселенных, описаны вселенные с альтернативной конструкцией времени, высказана идея существования таинственного надвселенского Сверхразума, повторена идея Чижевского о влиянии циклов солнечной активности на историю, описаны разнообразные глобальные катаклизмы, грозящие Земле (ледниковый период, падение астероида и т. п.), описано использование солнечной энергии с помощью солнечных батарей, описаны планеты, существующие в системах двойных звезд, впервые в фантастике описан Большой Взрыв и энтропийное затухание вселенной, впервые в художественной литературе описано космологическое расширение вселенной, колонизация галактики.

## Содержание
Предисловие
I. Земля
1. Начало
2. Земля среди звезд
II. Межзвездное путешествие
III. Другая Земля
1. На Другой Земле
2. Занятой мир
3. Перспективы расы
IV. Снова в путь
V. Бесконечные миры
1. Разнообразие миров
2. Удивительные разумные существа
3. Наутилоиды
VI. Намеки Создателя звезд
VII. Еще больше миров
1. Симбиотическая раса
2. Составные существа
3. Люди-растения и другие
VIII. О самих исследователях
IX. Сообщество миров
1. Суетные утопии
2. Межпланетные конфликты
3. Кризис в истории галактики
4. Триумф в субгалактике
5. Трагедия извращенных миров
6. Галактическая «утопия»
X. Галактика
XI. Звезды и паразиты
1. Многочисленные галактики
2. Катастрофа в нашей галактике
3. Звезды
4. Галактический симбиоз
XII. Чахлый дух космоса
XIII. Начало и конец
1. Назад к туманностям
2. Перед моментом истины
3. Момент истины и после него
XIV. Миф о Творении
XV. Создатель и его создания
1. Незрелое творение
2. Зрелое творение
3. Окончательный космос и вечный дух
XVI. Эпилог. Возвращение на Землю
Приложение. Замечание о величинах
Рассказчик обретает способность усилием мысли перемещаться, покинув своё тело, в космическом пространстве (а также во времени). Как он понимает позднее, его перемещение по космосу направляется чувством «духовного притяжения» к другим разумным существам. Сперва он способен обнаруживать таким способом лишь миры, населённые схожими с ним существами; затем, вступая с некоторыми из этих существ в мысленный контакт (подобие телепатического общения), он постепенно расширяет свою «чувствительность». Не теряя индивидуальности, вместе они образуют некое духовное единство, коллективный разум, открытый каждому индивидуальному сознанию и выводящий его на новый уровень. Продолжая вместе путешествие из мира в мир и приобретая всё новых отличных от них спутников, они постепенно расширяют свои способности, свой духовный диапазон.
Путешественниками движет стремление постичь сущность той творящей силы, чьё присутствие во Вселенной они ощущают (и которую называют Создателем звёзд), и то, «какую именно роль играет в космосе, как в целом, сообщество разумных существ».
В своём перемещении в пространстве и времени они встречают разнообразные формы жизни, общества и сознания; видят космос на разных этапах его истории. Путешественники постепенно расширяют свой духовный горизонт, пока, наконец, слившись с наиболее развитым космическим разумом, они не оказываются способны предстать перед Создателем звёзд.

### Формы жизни

#### «Другая Земля»
- «Другие люди» — человекоподобные существа, однако у них слабее развиты зрение и слух, основными же чувствами в их жизни и культуре служат обоняние и вкус. Например, музыку заменяют «вкусовые и ароматические темы». Эта цивилизация использует радиовещание, непосредственно стимулирующее мозг для создания комбинации вкусовых, ароматических и звуковых ощущений, что порождает иллюзорные сексуальные и другие переживания. (Эти идеи Стэплдона предвосхищают «мозговую машину» и т. п. устройства для управления сознанием и создания виртуальной реальности). Также в этом эпизоде повторена идея Чижевского о влиянии солнечного излучения на эволюцию и исторический процесс.

#### «Квазичеловеческие миры»
- Человекоподобные существа, эволюционировавшие из водоплавающих или из птиц; существа без дублирования конечностей и органов или, наоборот, с большим числом конечностей, напоминающие кентавров.
- Расы с необычным способом размножения: «Каждый представитель этой расы был способен произвести на свет нового „представителя“, но только в определенные сезоны и только после стимуляции чем-то вроде пыльцы, испускаемой целым племенем и переносимой по воздуху». В таком обществе индивид испытывает нечто подобное любви по отношению к племени в целом. Опасность для таких обществ состоит в том, что индивиду грозит полное растворение и утрата личности — тогда и всё общество деградирует, превращаясь в стадо.
- Раса, перешедшая к искусственному оплодотворению и погибшая вследствие генетического вырождения из-за того, что все женщины желали мужчин определённого типа.
- Наутилоиды — существа, представляющие собой подобие живых кораблей, населяющие покрытые водой планеты. (На примере этой расы Стэплдон рассматривает проблему биологического и социального.)

#### Негуманоидные миры
- Разумные рыбоподобные существа.
- Симбиотическая раса, состоящая из двух видов существ — морских и земноводных, которые живут парами, взаимно дополняя друг друга в физических и психических способностях. На высшей стадии развития они осваивают телепатическое общение. Позднее, прибегнув к генетическим опытам, они изменяют природу морского вида, увеличивая сложность и возможности его мозга. Продолжая опыты, они создают «мир-аквариум» — планету, покрытую океаном, пронизанным сетью из этих морских организмов, нервные системы которых находятся в непосредственном контакте друг с другом, составляя единый окутывающий всю планету организм, который телепатически связан с каждым из земноводных существ (ср. Солярис Станислава Лема).
- Составные существа — рои «насекомых» или «птиц», составляющие единую личность, суперорганизм. Такой «разумный рой» как единая личность не умирает — лишь отдельные члены роя отмирают и заменяются новыми, как клетки в организме.
- Существа, сочетающие черты животных и растений.

#### Космические объекты
- Звёзды также оказываются подобием живых существ — сознающими и деятельными, хотя их переживания и с трудом поддаются пониманию человека. Звёзды связаны и воздействуют друг на друга не только физически, но и психически. А их движение, воспринимаемое человеком как детерминированное физическими законами,

«следует воспринимать, как танец или фигурное катание, исполняемые с мастерством и в соответствии с идеальным принципом, проникающим в сознание звезды из глубин её природы и по мере созревания разума светила становящимся всё более ясным. Звезда… добровольно следует этим идеальным курсом с такими же вниманием и осторожностью, с какими водитель ведёт свой автомобиль по забитой другими машинами извилистой дороге или с какими балерина выполняет самые сложные па, стараясь затратить при этом минимум усилий. Почти с полной уверенностью можно сказать, что звезда воспринимает своё физическое поведение как блаженную, восхитительную и всегда успешную погоню за идеальной красотой».
- Туманности, существовавшие до формирования звёзд, тоже оказываются разумными существами, хотя и обладающими примитивным, зачаточным разумом. Средством их «общения» служат потоки гравитации и света, к телепатическому контакту они не способны. Несмотря на простоту их сознания, и эти существа стремятся постичь смысл мироздания в меру своих сил. Этими «огромными религиозными животными» владеют два главных стремления: к единению друг с другом и возвращению к породившему их источнику. Но с расширением Вселенной их общение тает, а с формированием из их материи звёзд туманности погибают.

### Стадии развития общества и сознания
Стэплдон рисует два взаимосвязанных направления развития общества и сознания: 1) установление всемирного сообщества, то есть достижение единства индивидов при сохранении ими своей индивидуальности (ср. идеи всеединства), и 2) духовное развитие. Инструментом этого движения Стэплдон видит появление и развитие коллективного разума, поддерживаемого с помощью непосредственного мысленного контакта между индивидами (подобия телепатии).

#### Фаза кризиса
Будучи поначалу способным посещать лишь миры, подобные его собственному, рассказчик обнаруживает там «такой же духовный кризис, какой лежит в основе всех бед Homo sapiens в наши дни»: социально-экономические противоречия, индивидуализм в сочетании с национализмом, развитие естественных наук и технологий в сочетании с кризисом культуры и духовности. «Я пришел к мысли, что этот кризис имел два аспекта. Он одновременно был и моментом борьбы духа за способность создать истинное всемирное сообщество, и этапом в многовековых поисках правильного, единственно верного, духовного отношения к Вселенной».

#### «Утопические» миры
Далеко не всем мирам удаётся преодолеть фазу кризиса, и лишь очень редкие миры, развиваясь, достигают высочайшего уровня социального и духовного развития, где бы «социальная система во всем мире была организована таким образом, чтобы… каждый индивидуум обладал всем необходимым для жизни и возможностью полностью реализовать себя к своему удовольствию и на благо общества» — в творчестве, общении, познании вселенной и собственной природы. Техника, беря на себя заботу о поддержании цивилизации, предоставляет каждому возможность свободной самореализации. В этих «пробуждающихся мирах» не было отдельных государств; «царила общественная собственность на средства производства и никто не мог использовать труд других с целью личной наживы»; подчинение законам достигалось не принуждением, а было сознательным и добровольным. Такие расы в дальнейшем прибегали и к искусственному изменению своей природы, что в одних случаях приносило пользу и развитие (так, продолжительность жизни увеличивалась в несколько раз или много больше, вплоть до бессмертия), в других — заканчивалось катастрофой.

#### «Пробудившиеся» миры (Мировой разум)
Наконец, «когда социальная сплоченность индивидуумов в рамках мирового сообщества стала такой же прочной, как взаимосвязь элементов нервной системы», что требовало развития телепатии, приходила высшая ступень развития сознания: всемирный, коллективный разум, «обладающая сознанием индивидуальность мира как целого». Каждый индивид, сохраняя индивидуальность, в то же время оказывается сопричастен этому общему мировому разуму, обладающему качественно новыми возможностями. «Последним, и самым трудным, рубежом… было обретение психической независимости от времени и пространства, способности непосредственно наблюдать за событиями, удаленными от индивидуума во времени и пространстве, и даже принимать в этих событиях участие».

#### «Общегалактическая утопия» (Галактический разум)

##### Галактическое Сообщество Миров
Пробудившиеся миры постепенно распространялись всё дальше по Галактике, заселяя близлежащие планеты или строя искусственные планеты. Уровень технического развития позволял им при необходимости путешествовать, используя как корабль целую планету или даже планетную систему. При этом главные их усилия были сосредоточены не на техническом прогрессе и космических полётах, а на духовном развитии, познании Вселенной и себя, совершенствовании телепатической техники и установлении телепатического контакта с разнообразными пробудившимися мирами. В некоторых случаях они осторожно, с помощью телепатического воздействия, помогали менее развитым расам преодолеть фазу кризиса и перейти на следующий этап развития. Наконец для перехода на новый уровень духовной деятельности они создают общегалактическое сообщество миров, находящихся в телепатическом контакте, которое образует коллективный разум высшего порядка, телом которого служат пробудившиеся миры Галактики.

##### Симбиоз звёзд и планет
Галактика устанавливает телепатическую связь с разумными мирами других галактик и готовится вступить с ними в физический контакт, отправив в путь несколько звёздных систем. Но этому препятствует неожиданная катастрофа: многие из звёзд, окружённых планетами, начинают взрываться, уничтожая эти миры. Звёзды, тоже оказавшиеся сознающими существами, стремятся избавиться от планет-«паразитов». Со звёздами удаётся вступить контакт, и спустя некоторое время между звёздами и их искусственными планетными системами, которые создают и заселяют разумные расы, устанавливаются симбиотические отношения. В Галактике возникает сообщество звёзд и планетных систем. Объединённый галактический разум звёзд и населения планет приобретает новое качество.

#### Космический разум
Однако Галактика и весь космос стареют, всё больше звёзд остывает — истощаются источники энергии. Мёртвые звёзды превращают в искусственные солнца или, после того как они покрываются твёрдой корой, заселяют видоизменёнными для жизни в таких тяжёлых условиях разумными существами. От планов межгалактических перелётов приходится отказаться. Но несмотря на физическое старение Вселенной, сознание набирает силу. Галактический разум, понимающий, что время его существования ограничено, сосредоточивается на развитии духа и постижении Вселенной. Галактика устанавливает телепатические связи с другими пробудившимися галактиками, вливаясь в космическое сообщество галактик. Пробудившиеся галактики телепатически воздействуют на менее зрелые, стараясь и максимально увеличить совокупную мощь космического разума. Установление контакта с туманностями насыщает космический разум новым качеством, ещё больше увеличивая его мощь.

##### Момент истины: Создатель звёзд
«Когда больше чем половина всей многомиллионной армии населённых галактик стали полноправными членами космического сообщества и было ясно, что на большее рассчитывать не приходится, — наступил период вселенской медитации. Население звёзд поддерживало их „утопические“ цивилизации и занималось своими личными делами и отношениями, но в то же самое время на коллективном плане перестраивало всю структуру культуры космоса. Я не буду рассказывать об этой фазе. Скажу только, что каждая галактика и каждый мир придали своему разуму особую творческую функцию, посредством чего каждый мир впитывал результаты труда всех других миров и галактик. К концу этого периода „я“, коллективный разум, предстал в совершенно новом виде, словно только что выбравшаяся из куколки бабочка; и на одно только мгновение, которое поистине было моментом истины космоса, „я“ предстал перед Создателем звёзд».

##### Распад космического разума и смерть космоса
Энергия звёзд иссякает, численность населения повсюду сокращается, пока наконец не становится слишком малой, чтобы сохранять единство мирового разума. Ясность космического разума угасает. Наконец он разрушается, и немногие оставшиеся миры доживают, пока полностью не истощатся необходимые для жизни запасы энергии и материи. Тогда жизнь во Вселенной исчезает. Остаётся только безжизненная и всё более остывающая материя.

### За пределами Вселенной
В «момент истины» космический разум постигает Создателя звёзд — творящую силу, источник и цель всего, вечный абсолютный дух (ни разум, ни материя), существующий вне космического времени. Создатель порождает космос и созерцает своё творение.
Но космос оказывается не один — есть и другие космосы (другие пространства и времена), сосуществующие в вечности. Создатель звёзд — «развивающийся, пробуждающийся дух»: создавая мир за миром, он «учился у своего творения, и, таким образом, перерастая его, стремился к осуществлению все более грандиозных планов». При этом Создатель стремился «создать такие вселенные, каждая из которых содержала бы какое-нибудь уникальное достижение в области познания и выражения», ибо духовные достижения сотворённых существ «явно были тем инструментом, с помощью которого сам Создатель звёзд, от космоса к космосу, пробуждался к более ясному сознанию».
Ни любовь, ни понятия добра и зла не являются для Создателя определяющими. В этом концепция Стэплдона радикально отступает от христианства (настолько, что христианин К. С. Льюис даже называет философский финал книги «чистым поклонением дьяволу»). То ли непредвиденные качества творения, то ли вносимое самим Создателем разрушительное, противоречивое начало часто извращают творение и несут ему страдания и падение. Даже существа, стоящие на высших ступенях духовного развития, нередко оказываются обречены на глубочайшие страдания. И Создатель не стремится избавить их от страданий; его взгляд на своё творение — это скорее взгляд художника и экспериментатора:

В этом взоре не было ни малейшей жалости, ни малейшей помощи, ни малейшего намека на спасение. Или же в нем были вся жалость и вся любовь, но правил им ледяной экстаз. Этот взгляд спокойно препарировал, оценивал и расставлял по местам наши искалеченные жизни, наши увлечения, наши глупости, наши падения, наши заранее обреченные благородные поступки. Да, этот взгляд все понимал, сочувствовал и даже сострадал. Но главной чертой вечного духа было не сострадание, а созерцание. Любовь не была для него абсолютом, лишь созерцание. И хотя дух этот ведал любовь, он ведал также и ненависть, ибо в его характере присутствовало жестокое наслаждение от созерцания любого ужасного события и радость от падения достойных. Похоже, духу были знакомы все страсти, но повелевал всем кристально чистый и абсолютно ледяной экстаз созерцания. И вот этот холодный оценивающий взгляд, даже не ученого, а скорее художника, и был источником всех наших жизней!

#### «Незрелое творение»
Вначале Создателя звёзд интересовала лишь физическая сторона действительности. Первый созданный им космос был совсем прост — он представлял собой смену тишины и звука, образующую сложный меняющийся ритм. Последующие космосы становились сложнее. Наконец Создатель звёзд ввёл в космос существ, обладающих разумом.
Первые вселенные часто были внепространственными, имея лишь временно́е измерение. Их наполняли потоки качеств, образующие временные структуры, например подобия «мелодий», где пространство заменяла высота тона. «Существа этих миров воспринимали друг друга как сложные мелодии. Они могли передвигать свои звуковые тела по шкале тональностей, иногда — в других измерениях, непостижимых для человека».
В следующих космосах добавилось пространственное измерение. Эти вселенные отличались разнообразными физическими параметрами: расширение или сужение пространства, энтропия или антиэнтропия, гравитация или антигравитация и пр. Различались также биологические и психологические характеристики обитателей; направления и итоги эволюции каждого мира: «Иногда космос начинался как единый примитивный организм, заключающий в себе все неорганическое. Затем он путём деления распадался на все большее количество все меньших по размеру и все более индивидуализированных и пробужденных существ»; в других случаях эволюция космоса шла, наоборот, к появлению единого сообщества существ или рождению единого космического разума. Некоторые миры состояли из нескольких независимых и физически несходных вселенных, «которые, тем не менее, были единым целым, так как населявшие их существа проживали свои жизни последовательно в каждой вселенной, принимая формы, соответствующие каждой среде обитания, но сохраняя при этом слабые и зачастую неверно толкуемые воспоминания о своих прежних жизнях».
Сложность создаваемых космосов росла, как и духовный уровень населяющих их разумных существ, и «наиболее пробудившиеся существа каждого последующего достигали все большей ясности мышления».

#### «Зрелое творение»
Наш космос был первым из зрелых творений Создателя звёзд. Главным в замысле этого космоса была высшая точка духовного развития, пробуждения космического духа. Исходя из этого Создатель выстроил физику и биологию, которые позволили бы наилучшим образом осуществить эти духовные возможности.
Многие из последующих вселенных имели несколько временных измерений. В одном из таких миров существо, при необходимости выбора, выбирало не один, а сразу все варианты, и каждый акт выбора каждого существа расщеплял космос на несколько альтернативных космосов, создавая разные временные измерения и разные истории.
«В некоторых вселенных существо могло чувственно воспринимать весь физический космос целиком со многих пространственных точек зрения или даже из всех возможных точек зрения. <…> Иногда эти существа обладали не только вездесущим восприятием, но и вездесущей волей. <…> В некотором смысле они были бесплотными духами, борющимися в физическом космосе подобно тому, как шахматисты ведут сражение на шахматной доске или греческие боги сражались на Троянской равнине».
Были вселенные, где психические переживания существ определялось не физическими явлениями, а исключительно их психическим воздействием друг на друга.

#### «Окончательный космос»
Последний, высший космос вобрал в себя черты всех предыдущих и добавил нечто новое. Окончательный космос состоял из всех предыдущих, как организм из клеток. Это были «сообщества самых разнообразных индивидуальных существ, достигших высшей степени самопознания и взаимного понимания».

Мне показалось, что сквозь слезы сострадания и протеста я вижу, как дух окончательного и совершенного космоса смотрит на своего Создателя. Тёмная сила и светлый разум Создателя звёзд находит в своем творении исполнение своих желаний. И взаимная радость Создателя звёзд и окончательного космоса, как это ни странно, дала начало абсолютному духу, в котором присутствовали все времена и всё бытие. Ибо дух, который был порожден этим союзом, предстал перед моим измученным разумом одновременно и причиной, и следствием всех преходящих вещей.

## Влияние
Вероятно, сложностью содержания и художественными особенностями книги объясняется то, что, несмотря на статус классического произведения научной фантастики, она относительно мало знакома широкой публике. Тем не менее «Создатель звёзд» существенно повлиял на развитие научно-фантастической литературы, о нём высоко отзывались Герберт Уэллс, Артур Кларк, Брайан Олдис и многие другие, причём не только фантасты, но и такие разные писатели, как Вирджиния Вульф и Х. Л. Борхес, который написал предисловие к роману, а отрывок из него включил в свою «Антологию фантастической литературы». Фримен Дайсон признавал, что обязан роману идеей «Сферы Дайсона».
Ниже приведен список произведений искусства, в которых заметно влияние идей романа Стэплдона «Создатель звезд»:
- повести Станислава Лема «Повторение», «Не буду служить», «Блаженный» и «21-е путешествие Йона Тихого» прямо инспирированы романом Стэплдона.
- повесть «Последний вопрос» Азимова.
- романы Артура Кларка «Конец детства» и «Город и Звёзды».
- роман Аркадия и Бориса Стругацких «Волны гасят ветер».
- роман Джорджа Зебровски «Макрожизнь».
- цикл Клайва Льюиса «Космическая трилогия» написан как полемика с творчеством именно Стэплдона, которого Льюис считал дьяволопоклонником.
- цикл большого поклонника творчества Стэплдона — фантаста Джона Райта «Последовательность эсхатона» прямо полемизирует с идеями Стэплдона с учетом соответствующих теме концепций из математики и философии второй половины 20 века и подводит своего рода итог подобным космогоническим произведениям.
- телесериал «Футурама»: полнометражный мультфильм «Зверь с миллиардом спин» и многие эпизоды из телесериала.
- отдельные эпизоды телесериала «Звёздный Путь».
- отдельные эпизоды телесериала «Доктор Кто».
- клип «Неизбежность» группы «Комплексные числа» — своего рода экранизация романа Стэплдона. В частности в финале последние постлюди так же, как и у Стэплдона, доживают до гибели Вселенной и коротают дни внутри гигантских сфер Дайсона.
- песня российской рок-группы «Otto Dix» «Левиафан» повторяет (причём с точки зрения космологии) идеи Стэплдона о Творце — собственно Создателе Звёзд.

## Русские издания
- Стэплдон О. Создатель звёзд / Пер. О. Чистякова. — М.: REFL-book; Киев: Ваклер, 1996. — 304 с. — (Философия сквозь века). — ISBN 5-87983-029-2; ISBN 5-87983-024-1
- Стэплдон О. Последние и первые люди. Создатель звёзд / Пер. О. Э. Колесникова. —  М.: АСТ; Люкс, 2004. — 640 с. — (Philosophy). — ISBN 5-17-021613-0; ISBN 5-9660-0051-4